# Худошин, Терентий Акимович
Терентий Акимович Худошин (1858, Самодуровка, Саратовская губерния — ноябрь 1927, Ахмат, Саратовская губерния) — выдающийся деятель Древлеправославной Поморской Церкви, начётчик. В широких кругах староверия его по праву называли «Поморским Златоустом».

## Биография
Терентий Акимович Худошин родился в 1858 году. К величайшему сожалению, мы почти ничего не знаем о его детских и юношеских годах, о том, как проходило его воспитание, становление его личности. Господь одарил его необыкновенно глубоким умом, исключительной памятью и даром красноречия. Благодаря самообразованию он хорошо владел знанием Священного Писания, канонов и правил Церкви, творений святых отцов, истории и практики Христовой Церкви, став одним из виднейших поморских начётчиков. По своему душевному складу Терентий Акимович был приветливый, ласковый, простодушный и доступный для всякого человека. Он прекрасно знал церковное пение, любил петь и, входя в христианский дом, обычно пел: «Утвержение иже на Тя надеющимся…» В изложении учения Христовой Церкви он был прост, логичен и понятен. Большую популярность Терентий Акимович приобрёл, выступая во многих уголках России на собеседованиях с представителями других верований. Обычно такие беседы заканчивались полной победой Худошина. Исполняя высокое апостольское служение, Терентий Акимович посещал многие старообрядческие общества (Москва, Тула, города центральной России, Вильнюс, Поволжье, Урал, Кубань, Сибирь) и всюду пользовался неизменной любовью и большим авторитетом.
В 1881 и 1883 гг. Худошина приглашали в Самарскую общину в качестве учителя. Он был участником и одним из главных деятелей практически всех Самарских Соборов (1887, 1896 и 1905 гг.). 18-20 мая 1889 г. в Новоузенске в местном новообрядческом храме прошли публичные собеседования известного миссионера протоиерея Ксенофонта Крючкова с поморцами. Данное собеседование было инициировано некоторыми поморцами, специально вызвавшими из Саратова начётчика Т. А. Худошина. Известно также о собеседовании Худошина с руководителем федосеевцев с. Балакова Гавриилом Никифоровичем Кормишиным в с. Ключах Саратовского уезда.
Свои обширные познания в христианском богословии Терентий Акимович старался передать своим ученикам. При его непосредственном влиянии получали навыки служения и проповеди веры Христовой такие известные деятели и наставники Поморского Староверия, как В. К. Чуев, Е. Я. Кусков и др. Основы христианской веры он передал и своим детям. Сын Терентия Акимовича Иван Терентьевич продолжительное время служил товарищем председателя, а затем наставником в Саратовской общине брачного согласия. Дочь Евдокия Терентьевна была замужем за другим выдающимся учителем Староверия Василием Захаровичем Яксановым.
В 1906 г. Т. А. Худошин вместе с Д. В. Батовым участвовали в Соборе в Вильнюсе. Он был одним из активных участников по подготовке материалов к Первому Всероссийскому Собору. На этом соборе, состоявшемся в 1909 г. в Москве, Терентий Акимович выступил с докладами «О настоятелях и наставниках» и «О существе брака». Эти доклады были заслушаны Собором и напечатаны в «Деяниях Собора». На Соборе Худошин был избран товарищем председателя, а затем членом Совета Соборов.
По инициативе Терентия Акимовича и при его непосредственном участии была совершена вторая попытка открытия старообрядческой школы в Саратове, закончившаяся успехом. В сентябре 1910 г. в Саратове была открыта первая народная старообрядческая школа, причём на обучение в ней принимались дети как поморского, так и других старообрядческих согласий.
Проживая в Саратове, Терентий Акимович не был наставником и не исполнял духовных треб. Его неоднократно просили принять на себя этот ответственный пост в Саратовском Свято-Троицком храме, но он решительно отказывался.
В 1911 г. Т. А. Худошин вместе В. З. Яксановым активно участвовал в работе Всероссийского Съезда старообрядцев по народному образованию в городе Двинске (ныне — Даугавпилс). Старообрядческий поморский журнал «Щит веры», издававшийся в течение ряда лет в Саратове, выходил при его постоянном деятельном участии. Совместно с В. З. Яксановым Терентий Акимович составил «Учебное руководство по Закону Божию» для старообрядцев, которое было издано в Саратове в 1912 г. и неоднократно переиздавалось в странах Балтии в 1930-х гг.
Период после опубликования Манифеста о веротерпимости 1905 г. был самым настоящим золотым веком староверия, когда по всей стране регистрировались общины, строились новые храмы, открывались школы и типографии. Стремясь к братскому во Христе общению со своими одноверцами, Терентий Акимович не раз принимал участие в различных торжествах по случаю освящения новых храмов (храма в с. Наумовское Николаевского уезда Самарской губернии 9 октября 1912 г., храма во имя святителя Николы, архиепископа Мир Ликийских чудотворца, в городе Сызрани 6 декабря 1913 г. и др.).
На Втором Всероссийском Соборе 1912 г., состоявшемся после кончины Л. Ф. Пичугина, Терентий Акимович был единогласно избран председателем Собора.
Во время Первой мировой войны неутомимый Терентий Акимович направил свои усилия на организацию в Саратове старообрядческого лазарета. «На совести каждого из нас, — сказал он в своем обращении к общему собранию Саратовской Свято-Троицкой общины, — принять наших братий, оказать им приют, заботу и ласку, дабы они забыли свои телесные страдания и душевную тревогу о родной семье».
Последние годы своей жизни Терентий Акимович вместе с семьёй жил в селе Ахмат Новоузенского уезда Самарской губернии. На соборе 1925 г. в Саратове он присутствовал уже как представитель общины с. Ахмат.
В 1923 г. по инициативе Т. А. Худошина в Москве были созваны члены Совета Соборов, Духовного Суда и был организован Высший Духовный Совет Старообрядческой Поморской Церкви.
Несмотря на ухудшающееся здоровье, Худошин продолжал активно участвовать в жизни Поморского Староверия. В 1924 г. он принял участие в работе Съезда старообрядцев-поморцев, проходившем в городе Кургане. Участвовал в Саратовских съездах и соборах 1923, 1924 и 1925 гг. Был избран Председателем Саратовского съезда 1923 г., Председателем Нижневолжского областного Духовного Совета (Саратов).
17 июня 1925 г. на собрании членов Нижневолжского областного Духовного Совета (НВОДС) был заслушан «доклад В. З. Яксанова о Т. А. Худошине, как инвалиде труда Церкви Христовой», о положении Т. А. Худошина и его значении для Церкви. В связи с чем, было определено: «1) Образовать при НВОДС попечительство о больном и престарелом Т. А. Худошине в составе следующих лиц: Я. А. Пикулина, С. К. Андреева и настоятеля И. Л. Крючкова. 2) Доклад отпечатать на шапирографе 40 экземпляров. 3) Разослать по христианским обществам обращение от членов попечительства о необходимости оказать помощь Т. А. Худошину и материальную поддержку, приложить доклад В. З. Яксанова и подписные листы. Получение и хранение средств возложить на Я. А. Пикулина».
Терентий Акимович скончался в селе Ахмат в 1927 г. в возрасте 69 лет. На его похороны съехались представители старообрядческих общин из разных мест. Погребение совершал прибывший из Москвы настоятель Димитрий Исаевич Занев. В Саратовских газетах были напечатаны траурные сообщения о кончине председателя Второго Всероссийского Собора Старообрядцев поморцев и председателя Нижневолжского областного Духовного Совета. Тело Терентия Акимовича Худошина погребено на старообрядческом кладбище в Саратове.

## Труды
- Учебное руководство по Закону Божию для детей старообрядцев-безпоповцев. — 2-е изд. — Саратов, 1915. — 152 с.